# Eosentomon polonicum
Eosentomon polonicum är en urinsektsart som beskrevs av Andrzej Szeptycki 1985. Eosentomon polonicum ingår i släktet Eosentomon och familjen trakétrevfotingar. Inga underarter finns listade i Catalogue of Life.